# کیوکو تراسه
کیوکو تراسه (انگلیسی: Kyoko Terase؛ زادهٔ ۵ ژوئیهٔ ۱۹۵۸) صداپیشه اهل ژاپن است.